# 厚叶梅花草
厚叶梅花草（学名：Parnassia perciliata）为卫矛科梅花草属下的一个种。

## 扩展阅读
- 維基物種上的相關：厚叶梅花草